# 荷西·費里西安諾
荷西·費里西安諾（西班牙語：José Luis Feliciano Vega，Cheo Feliciano，1935年7月3日—2014年4月17日）是一名波多黎各作曲家和歌手，他善于骚沙音乐和波列罗舞。他出生于波多黎各庞塞。
2014年，他因为交通事故去世，享年78岁。